# Erythrophleum lasianthum
Erythrophleum lasianthum är en ärtväxtart som beskrevs av Corbishley. Erythrophleum lasianthum ingår i släktet Erythrophleum och familjen ärtväxter. Inga underarter finns listade i Catalogue of Life.